# Transformers (filmserie)
Transformers (även känd som Transformers Cinematic Universe) är en serie amerikanska science fiction- och actionfilmer baserad på de leksaker som skapats av Hasbro och Tomy. Michael Bay har regisserat fem första filmer: Transformers (2007), Transformers: Revenge of the Fallen (2009), Transformers: Dark of the Moon (2011), Transformers: Age of Extinction (2014) och  Transformers: The Last Knight (2017). En spinoff, Bumblebee (2018) är regisserad av Travis Knight och baserat på karaktären med samma namn. Två kommande uppföljare har offentliggjorts, en till Bumblebee och en till Transformers: The Last Knight. Serien har distribuerats av Paramount Pictures, DreamWorks, och United International Pictures.

## Filmer i serien
| Titel                             | Årtal |
| --------------------------------- | ----- |
| Transformers                      | 2007  |
| Transformers: De besegrades hämnd | 2009  |
| Transformers: Dark of the Moon    | 2011  |
| Transformers: Age of Extinction   | 2014  |
| Transformers: The Last Knight     | 2017  |
| Bumblebee                         | 2018  |
| Transformers: Rise of the Beasts  | 2023  |
| Transformers One                  | 2024  |